# VG247
VG247 (reso graficamente come VG24/7) è un blog di videogiochi pubblicato nel Regno Unito, fondato nel febbraio 2008 dal veterano del settore Patrick Garratt. Nel 2009, il blog CNET Crave lo ha classificato come il terzo miglior blog di giochi al mondo.